# Euphorbia prostrata
Euphorbia prostrata és una espècie de lleteresa oriünda d'Amèrica del Sud, però àmpliament distribuïda i naturalitzada arreu del món, on pot ser trobada en hàbitats i àrees diversos. Aquesta herba anual de tiges primes prostrades que amiden fins a uns 20 centímetres de llarg, de vegades de color porpra.
Les fulles són ovalades, de fins a un centímetre de llarg amb vores finament dentades. La inflorescència és un ciati de menys de 2 mil·límetres d'ample, amb pètals de color blanc com apèndixs de flors al voltant de la real. Té quatre flors masculines i una única flor femenina, aquesta última desenvolupa un fruit globós d'un a dos mil·límetres d'amplària. L'extracte d'Euphorbia prostrata es considera efectiu per a tractament de morenes sagnants degut al contingut en flavonoides, fenòlics i àcids fenòlics.